# Jonny Kim
Jonathan Kim (Los Angeles, 5 de fevereiro de 1984) é um médico americano, Navy Seal e astronauta da NASA da turma de 2017. Ele recebeu as Estrelas de Prata e Bronze. Formou-se na Universidade de San Diego e na Escola de Medicina Harvard.

## Juventude
Jonathan Kim nasceu no dia 5 de fevereiro de 1984 em Los Angeles. Em 2003, ele formou-se da Santa Monica High School em Santa Mônica (Califórnia) e alistou-se na Marinha dos Estados Unidos.

## Carreira na Marinha
Depois de completar o treinamento básico, Kim formou-se na turma 247 do Basic Underwater Demolition/SEAL training (BUD/S). Depois de completar o treinamento para qualificação do SEAL, ele foi atribuído como um Special Warfare Operator para o SEAL Team THREE. Ele serviu como um Médico de combate e sniper em mais de 100 missões durante duas idas ao Oriente Médio. Em 2009, Kim foi matriculado na University of San Diego, onde ele juntou-se aos Naval Reserve Officers Training Corps (NROTC) e formou-se com a maior distinção em 2012 com um Bacharelado em Matemática. Kim juntou-se aos Navy Medical Corps e recebeu seu Doutorado em Medicina da Harvard Medical School em 2016. Kim era um médico residente de Medicina de urgência no Massachusetts General Hospital até sua seleção como astronauta.

## Carreira na NASA
Em junho de 2017, Kim foi selecionado como membro do Grupo 22 de Astronautas da Nasa e começou seu treinamento de dois anos em agosto.

## Vida pessoal
Os interesses do Kim incluem passar tempo com sua família, voluntariar-se à organizações veteranas sem fins lucrativos e mentoria acadêmica.

## Prêmios e honrarias
| Decorações militares dos EUA                                            | Decorações militares dos EUA                            |
| ----------------------------------------------------------------------- | ------------------------------------------------------- |
|                                                                         | Estrela de Prata                                        |
|                                                                         | Estrela de Bronze com Combat "V"                        |
|                                                                         | Navy and Marine Corps Commendation Medal com Combat "V" |
|                                                                         | Combat Action Ribbon                                    |
|                                                                         | Good Conduct Medal                                      |
| Medalhas de serviço (campanha) dos EUA e fitas de serviço e treinamento |                                                         |
|                                                                         | National Defense Service Medal                          |
|                                                                         | Iraq Campaign Medal                                     |
|                                                                         | Global War on Terrorism Service Medal                   |
|                                                                         | Navy Sea Service Deployment Ribbon                      |
|                                                                         | Navy Rifle Marksmanship Badge                           |
|                                                                         | Navy Pistol Marksmanship Badge                          |

| Emblemas, patches e tabs dos EUA | Emblemas, patches e tabs dos EUA           |
| -------------------------------- | ------------------------------------------ |
|                                  | SEAL Trident                               |
|                                  | Navy and Marine Corps Parachutist Insignia |
|                                  | Army Parachutist Badge                     |
|                                  | Military Freefall Parachutist Badge        |

Kim recebeu o Special Operations Medical Association 2006 Naval Special Warfare Medic of the Year e foi Tillman Scholar (2012).
- Este artigo foi inicialmente traduzido, total ou parcialmente, do artigo da Wikipédia em inglês cujo título é «Jonny Kim».